# یعقوب لیث صفاری (فیلم)
یعقوب لیث صفاری فیلمی به کارگردانی  و نویسندگی علی کسمایی محصول سال ۱۳۳۶ است.

## بازیگران
- محمدعلی زرندی
- منیره تسلیمی
- رضا رخشانی
- حسین امیرفضلی
- جواد تقدسی
- مهراقدس خواجه نوری
- گرجی عبادیا
- حسین محسنی
- ژاله